# Thomas Richards (Filmeditor)
Thomas Richards (* 8. Januar 1899; † 4. Januar 1946 in Los Angeles) war ein US-amerikanischer Filmeditor.
Richards arbeitete von 1933 bis zu seinem Tod für die US-Filmfirma Warner Bros. und wirkte an 36 Produktionen mit. Von 1921 bis 1929 war er mit der Schauspielerin Glenda Farrell verheiratet, ihr gemeinsamer Sohn war der Schauspieler Tommy Farrell (1921–2004).

## Filmografie (Auswahl)
- 1934: Ein feiner Herr (Jimmy the Gent)
- 1935: Dangerous
- 1935: Stadt an der Grenze (Bordertown)
- 1935: In blinder Wut (Black Fury)
- 1936: Gold Diggers of 1937
- 1937: Mr. Dodd Takes the Air
- 1938: White Banners
- 1939: Todesangst bei jeder Dämmerung (Each Dawn I Die)
- 1940: Nachts unterwegs (They Drive by Night)
- 1940: Ein Nachtclub für Sarah Jane (It All Came True)
- 1941: Die Spur des Falken (The Maltese Falcon)
- 1941: Die Braut kam per Nachnahme (The Bride Came C.O.D.)
- 1941: Dem Schicksal vorgegriffen ( Flight from Destiny)
- 1943: Hit Parade of 1943
- 1944: Das siebte Kreuz (The Seventh Cross)